# Svetinje
Svetinje – wieś w Słowenii, w gminie Ormož. 1 stycznia 2018 liczyła 55 mieszkańców.
Miejscowość powstała w 2005 roku w wyniku odłączenia się od Mihalovci.